# Irodouër
Irodouër (en bretó Irodouer, en gal·ló Irodoèrr) és un municipi francès, situat a la regió de Bretanya, al departament d'Ille i Vilaine. L'any 2006 tenia 1.811 habitants.

## Demografia
| 1962                                       | 1968  | 1975  | 1982  | 1990  | 1999  |
| ------------------------------------------ | ----- | ----- | ----- | ----- | ----- |
| 1.177                                      | 1.236 | 1.258 | 1.211 | 1.286 | 1.384 |
| Des de 1962: població sense dobles comptes |       |       |       |       |       |

## Administració
| Període   | Identitat             | Partit |
| --------- | --------------------- | ------ |
| 1995-2001 | Théophile Leforestier |        |
| 2001-     | Yves Lesvier          |        |